# Эквилле
Эквилле́ (фр. Équevilley) — коммуна во Франции, находится в регионе Франш-Конте. Департамент — Верхняя Сона. Входит в состав кантона Пор-сюр-Сон. Округ коммуны — Везуль.
Код INSEE коммуны — 70214.

## География

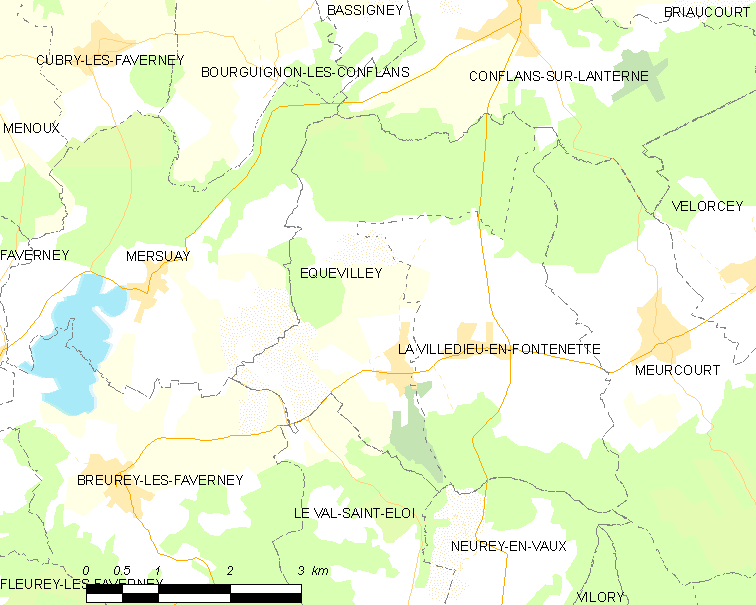
Карта коммуны

Коммуна расположена приблизительно в 310 км к юго-востоку от Парижа, в 60 км севернее Безансона, в 17 км к западу от Везуля.

## Население
Население коммуны на 2010 год составляло 129 человек.
| 1962 | 1968 | 1975 | 1982 | 1990 | 1999 | 2010 |
| ---- | ---- | ---- | ---- | ---- | ---- | ---- |
| 169  | 146  | 144  | 114  | 117  | 117  | 129  |

## Экономика
В 2010 году среди 74 человек трудоспособного возраста (15—64 лет) 63 были экономически активными, 11 — неактивными (показатель активности — 85,1 %, в 1999 году было 65,6 %). Из 63 активных жителей работали 59 человек (31 мужчина и 28 женщин), безработных было 4 (1 мужчина и 3 женщины). Среди 11 неактивных 5 человек были учениками или студентами, 6 — пенсионерами, 0 были неактивными по другим причинам.

## Достопримечательности
- Церковь Сен-Жермен[фр.] (1780—1787 годы). Исторический памятник с 1944 года[3]